# Recopa Sudamericana 2021
La Recopa Sudamericana 2021, oficialmente Conmebol Recopa Sudamericana 2021, fue la vigésimo novena edición del torneo organizado por la Confederación Sudamericana de Fútbol, que enfrenta anualmente al campeón de la Copa Libertadores de América con el campeón de la Copa Sudamericana.
Se enfrentaron el Palmeiras de Brasil, ganador de la Copa Libertadores 2020, con Defensa y Justicia de Argentina, campeón de la Copa Sudamericana 2020. Con un global de 3-3, el conjunto argentino se coronó campeón del certamen por primera vez en su historia vía penales.

## Equipos participantes
|  | Palmeiras          |  | Bandera de Brasil    |  | Campeón de la Copa Libertadores (2020) |
|  | Defensa y Justicia |  | Bandera de Argentina |  | Campeón de la Copa Sudamericana (2020) |

## Sedes
| Gobernador Julio A. Costa      | Brasilia                       |
| ------------------------------ | ------------------------------ |
| Estadio Norberto Tomaghello    | Estadio Mané Garrincha         |
| Capacidad: 18 700 espectadores | Capacidad: 72 800 espectadores |
|                                |                                |

## Resultados
| Bandera de Brasil | vs. | Bandera de Argentina       |
| Palmeiras 2 1 (3) | vs. | Defensa y Justicia 1 2 (4) |

### Partido de ida
| 7 de abril de 2021, 21:30 (UTC-3) | Defensa y Justicia | 1:2 (0:1) | Palmeiras             | Estadio Norberto Tomaghello, Gobernador Costa                          |                                                                        |
|                                   | Romero 58'         | Reporte   | Rony 16' · Scarpa 75' | Asistencia: Sin espectadores Árbitro(s): Andrés Rojas VAR: Jhon Ospina | Asistencia: Sin espectadores Árbitro(s): Andrés Rojas VAR: Jhon Ospina |

| 22         | Guardameta     | Ezequiel Unsain     |     |
| 3          | Defensa        | Marcelo Benítez     |     |
| 5          | Defensa        | Fernando Meza       |     |
| 2          | Defensa        | Adonis Frías        |     |
| 15         | Defensa        | Matías Rodríguez    |     |
| 11         | Centrocampista | Carlos Rotondi      | 76' |
| 8          | Centrocampista | Enzo Fernández      |     |
| 30         | Centrocampista | Raúl Loaiza         | 76' |
| 29         | Centrocampista | Francisco Pizzini   | 68' |
| 7          | Delantero      | Walter Bou          |     |
| 31         | Delantero      | Braian Romero       |     |
| Entrenador | Entrenador     | Sebastián Beccacece |     |

| 21         | Guardameta     | Weverton      |     |
| 2          | Defensa        | Marcos Rocha  |     |
| 13         | Defensa        | Luan          |     |
| 15         | Defensa        | Gustavo Gómez |     |
| 17         | Defensa        | Matías Viña   |     |
| 30         | Centrocampista | Felipe Melo   | 63' |
| 8          | Centrocampista | Zé Rafael     | 63' |
| 19         | Centrocampista | Breno Lopes   | 80' |
| 23         | Centrocampista | Raphael Veiga | 59' |
| 29         | Centrocampista | Willian       | 59' |
| 7          | Delantero      | Rony          |     |
| Entrenador | Entrenador     | Abel Ferreira |     |

| 10 | Centrocampista | Tomás Martínez    | 68' |
| 16 | Centrocampista | Lautaro Escalante | 76' |
| 23 | Delantero      | Eugenio Isnaldo   | 76' |

| 6  | Defensa        | Lucas Esteves    | 59' |
| 14 | Centrocampista | Gustavo Scarpa   | 59' |
| 5  | Centrocampista | Patrick de Paula | 63' |
| 28 | Centrocampista | Danilo           | 63' |
| 12 | Defensa        | Mayke            | 80' |

| Anotado | 58' | Braian Romero | 1−1 |

| Anotado | 16' | Rony           | 0−1 |
| Anotado | 75' | Gustavo Scarpa | 1−2 |

| Amonestado | 36'   | Marcelo Benítez  |
| Amonestado | 54'   | Fernando Meza    |
| Amonestado | 90+6' | Adonis Frías     |
| Amonestado | 90+6' | Matías Rodríguez |

| Amonestado | 32' | Luan             |
| Amonestado | 35' | Lucas Lima       |
| Amonestado | 79' | Patrick de Paula |
| Amonestado | 84' | Matías Viña      |
| Amonestado | 88' | Gustavo Scarpa   |

| Árbitro              | Andrés Rojas     |
| Árbitros asistentes  | Alexander Guzmán |
| Árbitros asistentes  | Jhon León        |
| Cuarto árbitro       | Nicolás Gallo    |
| Quinto árbitro       | José Cuevas      |
| VAR                  | Jhon Ospina      |
| Adicionales VAR      | Eber Aquino      |
| Adicionales VAR      | Eduardo Cardozo  |
| Adicionales VAR      | Juan Benítez     |
| Asesor de vídeo      | Enrique Cáceres  |
| Asesor internacional | José Buitrago    |

| 22         | Guardameta     | Ezequiel Unsain     |     |
| 3          | Defensa        | Marcelo Benítez     |     |
| 5          | Defensa        | Fernando Meza       |     |
| 2          | Defensa        | Adonis Frías        |     |
| 15         | Defensa        | Matías Rodríguez    |     |
| 11         | Centrocampista | Carlos Rotondi      | 76' |
| 8          | Centrocampista | Enzo Fernández      |     |
| 30         | Centrocampista | Raúl Loaiza         | 76' |
| 29         | Centrocampista | Francisco Pizzini   | 68' |
| 7          | Delantero      | Walter Bou          |     |
| 31         | Delantero      | Braian Romero       |     |
| Entrenador | Entrenador     | Sebastián Beccacece |     |

| 21         | Guardameta     | Weverton      |     |
| 2          | Defensa        | Marcos Rocha  |     |
| 13         | Defensa        | Luan          |     |
| 15         | Defensa        | Gustavo Gómez |     |
| 17         | Defensa        | Matías Viña   |     |
| 30         | Centrocampista | Felipe Melo   | 63' |
| 8          | Centrocampista | Zé Rafael     | 63' |
| 19         | Centrocampista | Breno Lopes   | 80' |
| 23         | Centrocampista | Raphael Veiga | 59' |
| 29         | Centrocampista | Willian       | 59' |
| 7          | Delantero      | Rony          |     |
| Entrenador | Entrenador     | Abel Ferreira |     |

| 10 | Centrocampista | Tomás Martínez    | 68' |
| 16 | Centrocampista | Lautaro Escalante | 76' |
| 23 | Delantero      | Eugenio Isnaldo   | 76' |

| 6  | Defensa        | Lucas Esteves    | 59' |
| 14 | Centrocampista | Gustavo Scarpa   | 59' |
| 5  | Centrocampista | Patrick de Paula | 63' |
| 28 | Centrocampista | Danilo           | 63' |
| 12 | Defensa        | Mayke            | 80' |

| Anotado | 58' | Braian Romero | 1−1 |

| Anotado | 16' | Rony           | 0−1 |
| Anotado | 75' | Gustavo Scarpa | 1−2 |

| Amonestado | 36'   | Marcelo Benítez  |
| Amonestado | 54'   | Fernando Meza    |
| Amonestado | 90+6' | Adonis Frías     |
| Amonestado | 90+6' | Matías Rodríguez |

| Amonestado | 32' | Luan             |
| Amonestado | 35' | Lucas Lima       |
| Amonestado | 79' | Patrick de Paula |
| Amonestado | 84' | Matías Viña      |
| Amonestado | 88' | Gustavo Scarpa   |

| Árbitro              | Andrés Rojas     |
| Árbitros asistentes  | Alexander Guzmán |
| Árbitros asistentes  | Jhon León        |
| Cuarto árbitro       | Nicolás Gallo    |
| Quinto árbitro       | José Cuevas      |
| VAR                  | Jhon Ospina      |
| Adicionales VAR      | Eber Aquino      |
| Adicionales VAR      | Eduardo Cardozo  |
| Adicionales VAR      | Juan Benítez     |
| Asesor de vídeo      | Enrique Cáceres  |
| Asesor internacional | José Buitrago    |

### Partido de vuelta
| 14 de abril de 2021, 21:30 (UTC-3) | Palmeiras                                               | 1:2 (1:2, 1:1) (t. s.)(3:4 p.) | Defensa y Justicia                      | Estadio Mané Garrincha, Brasilia                                             |                                                                              |
|                                    | Veiga 22' (pen.)                                        | Reporte                        | Romero 30' · Marcelo Benítez 90+3'      | Asistencia: Sin espectadores Árbitro(s): Leodán González VAR: Julio Bascuñán | Asistencia: Sin espectadores Árbitro(s): Leodán González VAR: Julio Bascuñán |
|                                    |                                                         | Tiros desde el punto penal     |                                         |                                                                              |                                                                              |
|                                    | Gabriel Menino · Luiz Adriano · Gómez · Rony · Weverton |                                | Frías · Merentiel · Isnaldo · Fernández |                                                                              |                                                                              |

| 21         | Guardameta     | Weverton         |      |
| 2          | Defensa        | Marcos Rocha     | 105' |
| 13         | Defensa        | Luan             |      |
| 15         | Defensa        | Gustavo Gómez    |      |
| 17         | Defensa        | Matías Viña      |      |
| 28         | Centrocampista | Danilo           |      |
| 5          | Centrocampista | Patrick de Paula | 83'  |
| 19         | Centrocampista | Breno Lopes      | 63'  |
| 23         | Centrocampista | Raphael Veiga    | 77'  |
| 11         | Centrocampista | Wesley           | 63'  |
| 7          | Delantero      | Rony             |      |
| Entrenador | Entrenador     | Abel Ferreira    |      |

| 22         | Guardameta     | Ezequiel Unsain     |      |
| 3          | Defensa        | Marcelo Benítez     | 112' |
| 5          | Defensa        | Fernando Meza       |      |
| 2          | Defensa        | Adonis Frías        |      |
| 15         | Defensa        | Matías Rodríguez    | 105' |
| 11         | Centrocampista | Carlos Rotondi      | 80'  |
| 8          | Centrocampista | Enzo Fernández      |      |
| 30         | Centrocampista | Raúl Loaiza         | 77'  |
| 29         | Centrocampista | Francisco Pizzini   | 85'  |
| 7          | Delantero      | Walter Bou          | 105' |
| 31         | Delantero      | Braian Romero       |      |
| Entrenador | Entrenador     | Sebastián Beccacece |      |

| 27 | Delantero      | Gabriel Veron  | 63' 83' |
| 12 | Defensa        | Mayke          | 63'     |
| 25 | Centrocampista | Gabriel Menino | 77'     |
| 30 | Centrocampista | Felipe Melo    | 83'     |
| 33 | Defensa        | Alan Empereur  | 83'     |
| 10 | Delantero      | Luiz Adriano   | 105'    |

| 19 | Delantero      | Gabriel Hachen      | 77'  |
| 23 | Delantero      | Eugenio Isnaldo     | 80'  |
| 9  | Delantero      | Miguel Merentiel    | 85'  |
| 16 | Centrocampista | Lautaro Escalante   | 105' |
| 37 | Defensa        | Emanuel Brítez      | 105' |
| 25 | Defensa        | Néstor Breitenbruch | 112' |

| Anotado · Penal | 22' | Raphael Veiga | 1−0 |

| Anotado | 30'   | Braian Romero   | 1−1 |
| Anotado | 90+3' | Marcelo Benítez | 1−2 |

| Gabriel Menino | Acierto de penal           | 1:0 |                  |                  |
|                |                            | 1:1 | Acierto de penal | Adonis Frías     |
| Luiz Adriano   | Fallo de penal (poste)     | 1:1 |                  |                  |
|                |                            | 1:2 | Acierto de penal | Miguel Merentiel |
| Gustavo Gómez  | Acierto de penal           | 2:2 |                  |                  |
|                |                            | 2:3 | Acierto de penal | Eugenio Isnaldo  |
| Rony           | Acierto de penal           | 3:3 |                  |                  |
|                |                            | 3:4 | Acierto de penal | Enzo Fernández   |
| Weverton       | Fallo de penal (travesaño) | 3:4 |                  |                  |

| Amonestado | 59'   | Wesley           |
| Amonestado | 82'   | Patrick de Paula |
| Amonestado | 90+1' | Marcos Rocha     |
| Amonestado | 110'  | Ronny            |

| Amonestado | 63'  | Raúl Loaiza     |
| Amonestado | 84'  | Marcelo Benítez |
| Amonestado | 110' | Adonis Frías    |

| Expulsado | 68' | Matías Viña |

| Expulsado | 98' | Braian Romero |

| Árbitro              | Leodán González      |
| Árbitros asistentes  | Nicolás Tarán        |
| Árbitros asistentes  | Richard Trinidad     |
| Cuarto árbitro       | Andrés Matonte       |
| Quinto árbitro       | Víctor Raez          |
| VAR                  | Julio Bascuñán       |
| Adicionales VAR      | Cristián Garay       |
| Adicionales VAR      | Christian Lescano    |
| Adicionales VAR      | Víctor Hugo Carrillo |
| Asesor de vídeo      | Carlos Torres        |
| Asesor internacional | Darío Ubríaco        |

| 21         | Guardameta     | Weverton         |      |
| 2          | Defensa        | Marcos Rocha     | 105' |
| 13         | Defensa        | Luan             |      |
| 15         | Defensa        | Gustavo Gómez    |      |
| 17         | Defensa        | Matías Viña      |      |
| 28         | Centrocampista | Danilo           |      |
| 5          | Centrocampista | Patrick de Paula | 83'  |
| 19         | Centrocampista | Breno Lopes      | 63'  |
| 23         | Centrocampista | Raphael Veiga    | 77'  |
| 11         | Centrocampista | Wesley           | 63'  |
| 7          | Delantero      | Rony             |      |
| Entrenador | Entrenador     | Abel Ferreira    |      |

| 22         | Guardameta     | Ezequiel Unsain     |      |
| 3          | Defensa        | Marcelo Benítez     | 112' |
| 5          | Defensa        | Fernando Meza       |      |
| 2          | Defensa        | Adonis Frías        |      |
| 15         | Defensa        | Matías Rodríguez    | 105' |
| 11         | Centrocampista | Carlos Rotondi      | 80'  |
| 8          | Centrocampista | Enzo Fernández      |      |
| 30         | Centrocampista | Raúl Loaiza         | 77'  |
| 29         | Centrocampista | Francisco Pizzini   | 85'  |
| 7          | Delantero      | Walter Bou          | 105' |
| 31         | Delantero      | Braian Romero       |      |
| Entrenador | Entrenador     | Sebastián Beccacece |      |

| 27 | Delantero      | Gabriel Veron  | 63' 83' |
| 12 | Defensa        | Mayke          | 63'     |
| 25 | Centrocampista | Gabriel Menino | 77'     |
| 30 | Centrocampista | Felipe Melo    | 83'     |
| 33 | Defensa        | Alan Empereur  | 83'     |
| 10 | Delantero      | Luiz Adriano   | 105'    |

| 19 | Delantero      | Gabriel Hachen      | 77'  |
| 23 | Delantero      | Eugenio Isnaldo     | 80'  |
| 9  | Delantero      | Miguel Merentiel    | 85'  |
| 16 | Centrocampista | Lautaro Escalante   | 105' |
| 37 | Defensa        | Emanuel Brítez      | 105' |
| 25 | Defensa        | Néstor Breitenbruch | 112' |

| Anotado · Penal | 22' | Raphael Veiga | 1−0 |

| Anotado | 30'   | Braian Romero   | 1−1 |
| Anotado | 90+3' | Marcelo Benítez | 1−2 |

| Gabriel Menino | Acierto de penal           | 1:0 |                  |                  |
|                |                            | 1:1 | Acierto de penal | Adonis Frías     |
| Luiz Adriano   | Fallo de penal (poste)     | 1:1 |                  |                  |
|                |                            | 1:2 | Acierto de penal | Miguel Merentiel |
| Gustavo Gómez  | Acierto de penal           | 2:2 |                  |                  |
|                |                            | 2:3 | Acierto de penal | Eugenio Isnaldo  |
| Rony           | Acierto de penal           | 3:3 |                  |                  |
|                |                            | 3:4 | Acierto de penal | Enzo Fernández   |
| Weverton       | Fallo de penal (travesaño) | 3:4 |                  |                  |

| Amonestado | 59'   | Wesley           |
| Amonestado | 82'   | Patrick de Paula |
| Amonestado | 90+1' | Marcos Rocha     |
| Amonestado | 110'  | Ronny            |

| Amonestado | 63'  | Raúl Loaiza     |
| Amonestado | 84'  | Marcelo Benítez |
| Amonestado | 110' | Adonis Frías    |

| Expulsado | 68' | Matías Viña |

| Expulsado | 98' | Braian Romero |

| Árbitro              | Leodán González      |
| Árbitros asistentes  | Nicolás Tarán        |
| Árbitros asistentes  | Richard Trinidad     |
| Cuarto árbitro       | Andrés Matonte       |
| Quinto árbitro       | Víctor Raez          |
| VAR                  | Julio Bascuñán       |
| Adicionales VAR      | Cristián Garay       |
| Adicionales VAR      | Christian Lescano    |
| Adicionales VAR      | Víctor Hugo Carrillo |
| Asesor de vídeo      | Carlos Torres        |
| Asesor internacional | Darío Ubríaco        |

|                                        |
| Bandera de Argentina                   |
| Campeón Defensa y Justicia 1.er título |